# Bad Liver
Bad Liver är en musikgrupp bildad 1988 i Göteborg. Fullständiga namnet under de första åren var Bad Liver & Hans Brustna Hjärtan, och repertoaren bestod av sånger av Tom Waits översatta till svenska. Tongivande medlemmar i bandets tidiga upplaga var Leif Jordansson, Bebe Risenfors och Gerhard Hoberstorfer. Skivan 14 sånger utgavs 1989. Under 1990-talet tillkom nya medlemmar, och bandet gav 1993 ut skivan Dag och Natt U.P.A. med egenhändigt skrivna låtar. Bad Liver har som grupp bland annat samarbetat med Göteborgs Stadsteater, GöteborgsOperan och Riksteatern.

## Medlemmar
Bandmedlemmar/bidragande musiker
- Bebe Risenfors – basgitarr, kontrabas, klarinett, dragspel, marimba, orgel, slagverk, piano, saxofon, tuba, valthorn, gitarr, eufonium
- Leif Jordansson – banjo, dragspel, cello, gitarr, piano, sång, munspel
- Gerhard Hoberstorfer – sång, saxofon
- Ulf Sjölander – basgitarr, fiol, mässinginstrument, kontrabas, saxofon, tuba, valthorn, mandolin
- Michael Lloyd – flygelhorn, trumpet, melodika, sång, trummor
- Lilling Palmeklint – körsång
- Malin Bäckström – körsång
- Jesper Lindberg – steel-gitarr
- Gunnar Frick – keyboard
- Dan Johansson – trummor
- Kalle Åhrman - basgitarr

## Diskografi
Studioalbum
- 1989 – 14 sånger (LP, som Bad Liver & Hans Brustna Hjärtan)
- 1989 – 14 sånger – Tom Waits på svenska (CD, som Bad Liver & Hans Brustna Hjärtan. CD-utgåvan har två bonusspår)
- 1993 – Dag & natt U.P.A. (CD)

Singlar
- 1989 – "Blind kärlek" / "Fyllhund" (7" vinyl, som Bad Liver & Hans Brustna Hjärtan)
- 1989 – "I ett hyreshus" / "Slå dank" (7" vinyl, som Bad Liver & Hans Brustna Hjärtan)
- 1989 – "Lördagshjärtat" / "Kvarteret stormen" (7" vinyl, som Bad Liver & Hans Brustna Hjärtan)
- 1993 – "Kapten K" (CD-singel)

Samlingsalbum
- 2009 – Waits på svenska (2xCD, som Bad Liver & Hans Brustna Hjärtan)